# I Took a Pill in Ibiza
«I Took a Pill in Ibiza» —en español, «Me tomé una pastilla en Ibiza»— es una canción del cantante estadounidense Mike Posner. Originalmente interpretada con guitarra acústica, fue remezclada por el trío noruego Seeb y lanzada en los Estados Unidos el 24 de julio de 2015, como sencillo de descarga digital de su segundo EP The Truth, y primer sencillo de su segundo álbum de estudio At Night, Alone.
La remezcla de Seeb encabezó las listas en los Países Bajos, Bélgica, Irlanda, Noruega y el Reino Unido, y alcanzó su punto máximo dentro de los diez primeros lugares de popularidad en Alemania, Australia, Dinamarca, España, Italia, Nueva Zelanda, Suecia, Suiza y Estados Unidos. En muchos territorios, la canción se convirtió en el mayor éxito de Posner, superando su sencillo debut «Cooler Than Me» (2010).

## Antecedentes
Posner se inspiró para componer la canción en un concierto del DJ Avicii al que asistió en Ibiza, durante el cual alguien le ofreció una "píldora misteriosa" que en realidad era una anfetamina de éxtasis (droga) que lo hizo volver loco y desorientado, de donde surge el título de la canción "Tomé una Pastilla en Ibiza". Antes había escrito una canción con Avicii titulada "Stay with You". Mayormente, la letra de la canción hace referencia a su fracaso como músico, debido al hecho de ser recordado solo por su único exitoso sencillo en ese entonces, Cooler than Me (2010).

## Lista de canciones
| Descarga digital |                                             |          |  |
| N.º              | Título                                      | Duración |  |
| 1.               | «I Took a Pill In Ibiza» (Seeb Remix)       | 3:19     |  |
| 2.               | «I Took a Pill In Ibiza» (W&W Festival Mix) | 3:04     |  |
| 3.               | «I Took a Plane To Ibiza» (Clean version)   | 3:04     |  |

## Posicionamiento en listas

### Semanales
| País            | Lista                        | Mejor posición |
| --------------- | ---------------------------- | -------------- |
| Alemania        | German Singles Chart         | 5              |
| Australia       | ARIA Top 100 Singles         | 5              |
| Austria         | Ö3 Austria Top 40            | 4              |
| Bélgica (Fla)   | Ultratop 50                  | 1              |
| Bélgica (Val)   | Ultratop 50                  | 1              |
| Canadá          | Canadian Hot 100             | 2              |
| Croacia         | Croatian Airplay Chart       | 3              |
| Dinamarca       | Tracklisten                  | 4              |
| Escocia         | Scottish Singles Chart       | 1              |
| Eslovaquia      | Singles Digital - Top 100    | 1              |
| España          | PROMUSICAE                   | 8              |
| España          | LOS40                        | 1              |
| Estados Unidos  | Billboard Hot 100            | 4              |
| Estados Unidos  | Pop Songs                    | 1              |
| Estados Unidos  | Dance Club Songs             | 22             |
| Estados Unidos  | Adult Pop Songs              | 11             |
| Estados Unidos  | Rhythmic Songs               | 4              |
| Estados Unidos  | Dance/Mix Show Airplay       | 1              |
| Finlandia       | Latauslista                  | 7              |
| Francia         | Top Singles Téléchargés      | 6              |
| Hungría         | Single Top 40                | 7              |
| Irlanda         | Top 100 Singles              | 1              |
| Israel          | Media Forest TV Airplay      | 1              |
| Italia          | Italian Top Digital Download | 7              |
| Luxemburgo      | Billboard                    | 9              |
| Noruega         | VG-lista                     | 1              |
| Nueva Zelanda   | NZ Top 40 Singles Charts     | 3              |
| Países Bajos    | Dutch Top 40                 | 1              |
| Polonia         | Polish Airplay Top 100       | 4              |
| Reino Unido     | UK Singles Chart             | 1              |
| República Checa | Singles Digital - Top 100    | 3              |
| Suecia          | Sverigetopplistan            | 7              |
| Suiza           | Schweizer Hitparade          | 4              |

## Certificaciones
| País           | Organismo certificador | Certificación | Simbolización | Ventas       | Ref.         |              |              |              |
| Norteamérica   | Norteamérica           | Norteamérica  | Norteamérica  | Norteamérica | Norteamérica | Norteamérica | Norteamérica | Norteamérica |
| -------------- | ---------------------- | ------------- | ------------- | ------------ | ------------ | ------------ | ------------ | ------------ |
| Canadá         | Music Canada           | 7× Platino    | 7▲            | 560 000      | [ 35 ]       |              |              |              |
| Estados Unidos | RIAA                   | 2× Platino    | 2▲            | 2 000        | [ 36 ]       |              |              |              |
| Sudamérica     |                        |               |               |              |              |              |              |              |
| Brasil         | ABPD                   | 2× Platino    | 2▲            | 120 000      | [ 37 ]       |              |              |              |
| Europa         |                        |               |               |              |              |              |              |              |
| Alemania       | BVMI                   | 3× Oro        | 3●            | 600 000      | [ 38 ]       |              |              |              |
| Bélgica        | BEA                    | 3× Platino    | 3▲            | 60 000       | [ 39 ]       |              |              |              |
| Dinamarca      | IFPI — Dinamarca       | 2× Platino    | 2▲            | 60 000       | [ 40 ]       |              |              |              |
| España         | PROMUSICAE             | 3× Platino    | 3▲            | 120 000      | [ 41 ]       |              |              |              |
| Italia         | FIMI                   | 6× Platino    | 6▲            | 300 000      | [ 42 ]       |              |              |              |
| Noruega        | IFPI — Noruega         | 3× Platino    | 3▲            | 30 000       | [ 43 ]       |              |              |              |
| Polonia        | ZPAV                   | 3× Platino    | 3▲            | 60 000       | [ 44 ]       |              |              |              |
| Suecia         | GLF                    | 8× Platino    | 8▲            | 320 000      | [ 45 ]       |              |              |              |
| Reino Unido    | BPI                    | 2× Platino    | 2▲            | 1 200 000    | [ 46 ]       |              |              |              |
| Oceanía        |                        |               |               |              |              |              |              |              |
| Australia      | ARIA                   | 3× Platino    | 2▲            | 210 000      | [ 47 ]       |              |              |              |
| Nueva Zelanda  | RIANZ                  | Platino       | ▲             | 15 000       | [ 48 ]       |              |              |              |

## Fecha de lanzamiento
| Región         | Fecha               | Formato          | Discográfica |
| -------------- | ------------------- | ---------------- | ------------ |
| Estados Unidos | 24 de julio de 2015 | Descarga digital | Island       |